# Stane Dolanc
Stane Dolanc (16. listopadu 1925 Hrastnik – 12. prosince 1999 Lublaň) byl jugoslávský politik slovinské národnosti. Byl také blízkým spolupracovníkem prezidenta Tita a přátelské vztahy ho pojily také s Milanem Kučanem, pozdějším slovinským prezidentem.
Během druhé světové války se přidal k partyzánům a po válce působil v armádě. Po skončení války studoval právo na Univerzitě v Lublani, poté politické vědy na několika univerzitách v zahraničí.
V 50. letech vyučoval politickou ekonomii na vysoké škole v Záhřebu, poté se vrátil do Nového mesta ve Slovinsku. V období 1960 až 1969 byl rektorem politické vysoké školy v Lubljani. V 60. letech se dostal do ústředního výboru Svazu komunistů Slovinska, odkud byl později vybrán i do ústředního výboru SKJ, kde působil v období let 1969 až 1982. Po smrti Edvarda Kardelje v roce 1979 jeho moc vzrostla a Dolanc tak byl považován za druhého nejvlivnějšího muže hned po Titovi. Ostře vystupoval proti liberálním kruhům, jejichž vliv potlačily čistky v roce 1972. V roce 1982 se Dolanc stal svazovým tajemníkem (ministrem) vnitra SFRJ, o dva roky později byl zvolen členem Předsednictva SFRJ za Socialistickou republiku Slovinsko. Z veřejného života se stáhl v květnu 1989.